# Sarbel z Edessy
Sarbel z Edessy – syryjski męczennik, święty Kościoła katolickiego.

## Życiorys
Za czasów rządów cesarza Trajana był pogańskim kapłanem. Według tradycji na jednej z uroczystości na cześć pogańskiego bóstw zwrócił się do niego biskup Barsamaja i pod wpływem jego słów nawrócił się na chrześcijaństwo. Po tym wydarzeniu, na polecenie sędziego Lazaniasza został aresztowany i poddany torturom. Ostatecznie został ścięty wraz z siostrą Bebają. Ich wspomnienie obchodzone jest 29 stycznia.